# Accord d'association entre le Chili et l'Union européenne
L'accord d'association entre le Chili et l'Union européenne est un accord d'association entre le Chili et l'Union européenne. Il a été signé en 2002, avant d'entrer en application en 2003 et en 2005.

## Contexte
Le Chili est une économie ayant des droits de douane relativement peu élevés depuis le milieu des années 80, décennies où il adopte un tarif douanier global de 10 %, tarif qui est par la suite réduit pour passer entre 0 et 6 %.

## Premier accord
Les négociations ont démarré le 24 novembre 1999 mais le premier round de négociation n'a lieu qu'en avril 2000.
Les négociations sur cet accord d'association se sont terminées en mai 2002
Il est signé le 18 novembre 2002 et entré en application de manière partielle le 1er février 2003, à la suite de la ratification de l'accord par le Chili le 14 janvier 2003. Avant d'entrer en totalité en application le 1er mars 2005.

### Contenu
L'accord inclut 3 volets : un volet politique, un volet de coopération et un volet sur le commerce qui s'assimile à un accord de libre-échange.
L'accord est décrit comme un accord de quatrième génération, car il inclut en plus d'un volet sur un abaissement des droits de douane, un accord sur les vins et les spiritueux notamment en ce qui concerne les appellations d'origine contrôlée, un accord sur l'harmonisation des mesures phytosanitaires, des dispositions sur l'ouverture et la libéralisation des services, des dispositions sur l'harmonisation des certificats, normes et règlements techniques, des éléments pour faciliter les investissements étrangers, une ouverture des marchés publics aux investisseurs de l'autre région, une libération des flux financiers entre les deux ensembles ou une harmonisation des droits intellectuels sur la base de ceux les plus stricts, une coopération entre les autorités de la concurrence et un mécanisme de règlements des conflits,. Ainsi l'accord vise à la réduction de la quasi-totalité des droits de douane. Une partie de ces réductions sont progressives sur 3, 5 ou 7 ans. L'ensemble des biens industriels est excepté de droits de douane. Les exceptions à ces suppressions concernent notamment le domaine agricole, où 80 % des biens sont exemptés de droits de douane et halieutique, où 90 % des biens sont exemptés de droits de douane. Le sucre est notamment une denrée concernée par ces exceptions de suppressions de droits de douane. Les viandes et les raisins obtiennent eux des quotas d'exemptions aux droits de douane.
L'accord rappelle les objectifs et les valeurs des deux signataires, à savoir la démocratie, les droits de l'homme, l'État de droit, le développement durable, la cohésion sociale, etc. L'accord inclut une coopération dans le domaine de la lutte antiterrorisme, ainsi qu'une coopération politique plus générale entre les deux parties. Il inclut également une coopération dans les domaines économiques, scientifiques, technologiques, culturels, éducatifs, sociaux, etc.

## Second accord
L'accord a par la suite été amendé pour prendre en compte l'adhésion de nouveaux pays dans l'Union européenne.
En novembre 2017, des discussions sont ouvertes pour approfondir l'accord, discussions qui sont dévoilées en janvier 2018 par le Conseil européen. Le 9 décembre 2022, un accord de libre-échange est ainsi conclu, il inclut un meilleur accès aux services publics pour les entreprises ou encore la suppression de la quasi-totalité des droits de douanes entre les deux parties. La principale exception à la suppression des droits de douanes porte sur le sucre, et dans une moindre mesure sur la viande, des fruits et légumes et l’huile d’olive. Il comprend également un accord de règlement des différends et sur les normes sanitaires. L'accord est prévu pour avoir un réexamen périodique tous les 5 ans.
En décembre 2023, le Conseil européen adopte cet accord. Le 29 février 2024, le Parlement européen approuve le nouvel accord de libre-échange avec le Chili, avec 358 votes pour, 147 votes contre et 45 abstentions.

## Sources